# Sferisterio Opera Festival

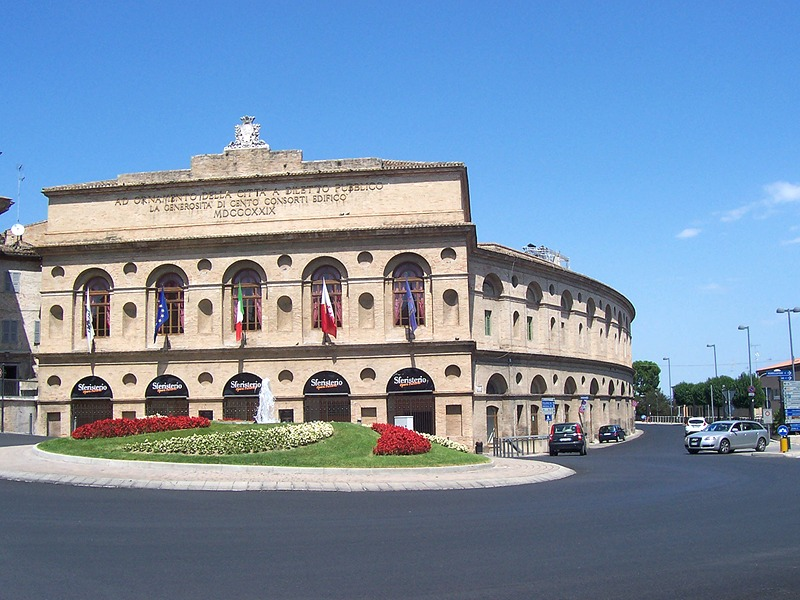
Arena Sferisterio

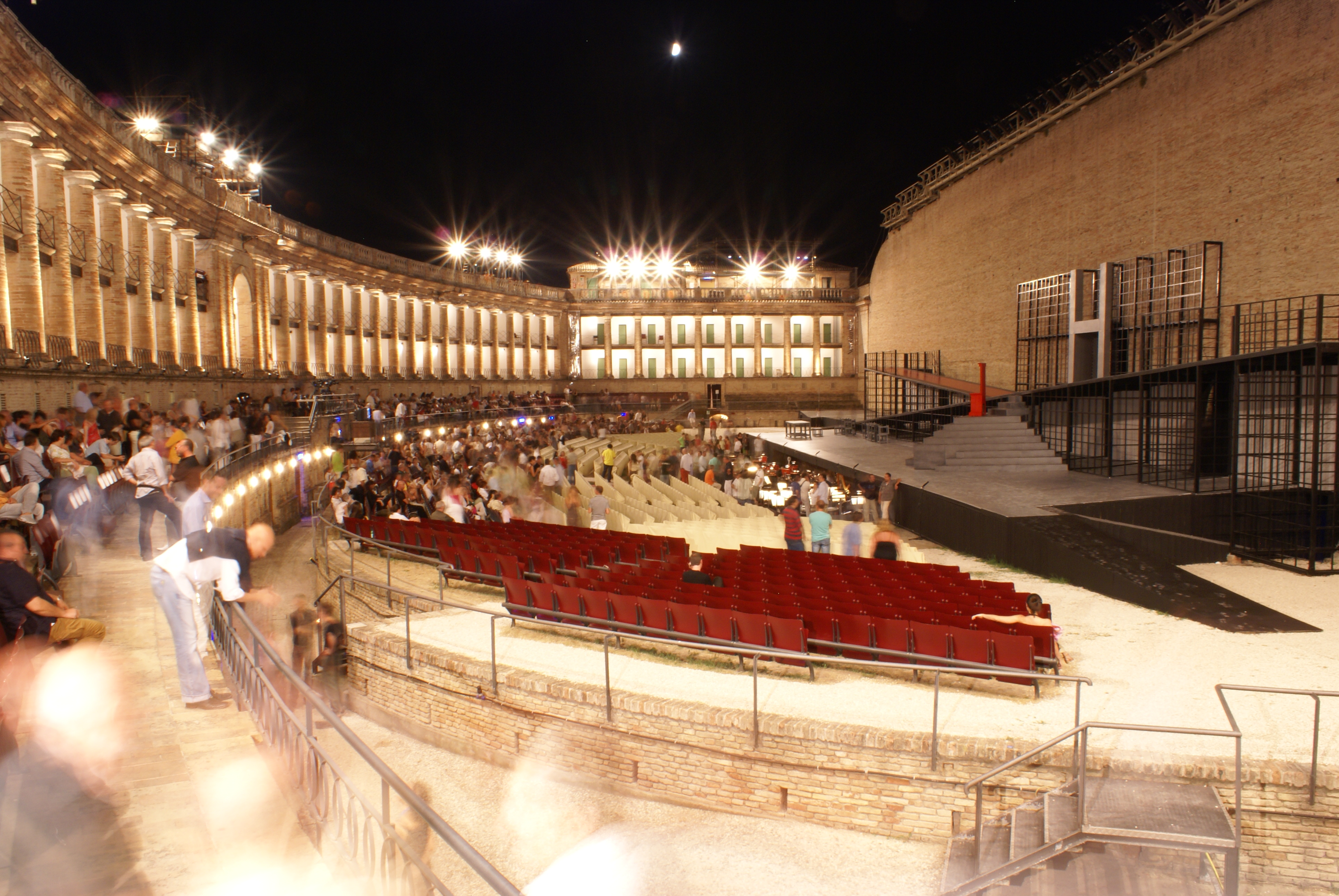
Auditorium der Arena Sferisterio

Das Sferisterio Opera Festival ist ein auf die Darbietung von Opern spezialisiertes Musikfestival, das jedes Jahr im Sommer in Macerata, Italien stattfindet. Von Juli bis August werden drei oder vier Opern aufgeführt. Der offizielle Name Sferisterio Musikfestival bezieht sich auf den Veranstaltungsort.

## Organisation und Geschichte
Veranstaltungsort ist die Arena Sferisterio, ein Stadion in neoklassischer Architektur, das zwischen 1819 und 1829 erbaut wurde. Die Arena fasst 3500 bis 4000 Menschen. Zum ersten Mal fand das Musikfestival 1921 statt, es wurde Aida von Giuseppe Verdi inszeniert. Die Aufführung wurde 17-mal angesetzt und mobilisierte 70.000 Menschen. Im Folgejahr wurde La Gioconda von Amilcare Ponchielli inszeniert, danach wurde das Musikfestival über einen Zeitraum von 45 Jahren ausgesetzt.
Ab 1967 fanden dann wieder Musikfestivals statt, es wurden Otello von Verdi und Madama Butterfly von Giacomo Puccini inszeniert. Berühmte italienische Oper aus dem 19. Jahrhundert und des frühen 20. Jahrhunderts, kamen auf die Bühne, dann aber kamen auch neue ausländische Arbeiten und experimentelle Inszenierungen („Regietheater“), etwa von Ken Russell.
1989 wurde in Macerata das Lauro-Rossi-Theater (550 Plätze) renoviert, einige der im Festival gespielten Opern intimeren Formats wurden dann in den folgenden Jahren hier dargeboten.
Bei dem Musik-Festival traten u. a. Luciano Pavarotti, Placido Domingo, Montserrat Caballé, Marilyn Horne, Katia Ricciarelli. Die Einladung berühmter Opernsänger wurde mit Renato Bruson fortgesetzt. In den 1990er Jahren nahm die Anzahl internationaler Starsänger ab. Ricciarelli übernahm die künstlerische Leitung. Inzwischen wurde 2006 Pier Luigi Pizzi als künstlerischer Leiter ernannt. Unter ihm hat es eine Reform gegeben, Pizzi gibt für jedes Jahr ein Motto aus, um eine einheitliche Linie in das Repertoire zu bringen.

## Video-Aufzeichnungen (DVD)
- Bellini, Norma – Dīmītra Theodosiou/Daniela Barcellona/Carlo Ventre, 2007 Dynamic
- Bizet, Carmen – Nino Surguladze/Irina Lungu, regia Dante Ferretti, 2008 Dynamic
- Donizetti, L’elisir d’amore – Niels Muus/Valeria Esposito/Aquiles Machado/Enrico Marrucci/Erwin Schrott/Roberta Canzian, regia di Saverio Marconi, 2002 Arthaus Musik/Naxos
- Donizetti, Maria Stuarda – Riccardo Frizza/Laura Polverelli/Maria Pia Piscitelli/Giovanna Lanza/Roberto De Biasio/Simone Alberghini/Mario Cassi, regia di Pier Luigi Pizzi, 2007 Naxos
- Mozart, Don Giovanni – Riccardo Frizza/Ildebrando D’Arcangelo/Andrea Concetti/Enrico Giuseppe Iori/Myrtò Papatanasiu/Marlin Miller/Carmela Remigio, regia di Pier Luigi Pizzi, 2009 C Major/Naxos
- Offenbach, Les contes d’Hoffmann – Frédéric Chaslin/Vincenzo La Scola/Desirée Rancatore/Ruggero Raimondi/Tiziana Carraro, regia di Pier Luigi Pizzi, 2004 Dynamic
- Puccini, Madama Butterfly – Daniele Callegari/Raffaella Angeletti/Massimiliano Pisapia/Annunziata Vestri/Claudio Sgura, regia di Pier Luigi Pizzi, 2009 C Major/Naxos
- Rossi, Cleopatra – David Crescenzi/Dīmītra Theodosiou/Alessandro Liberatore/Paolo Pecchioli/Sebastian Catana/William Corrò/Tiziana Carraro, regia di Pier Luigi Pizzi, 2008 Naxos
- Verdi, Macbeth – Daniele Callegari/Giuseppe Altomare/Olha Zhuravel/Pavel Kudinov/Rubens Pelizzari/Marco Voleri, regia di Pier Luigi Pizzi, 2007 Naxos DVD/CD
- Zandonai, Francesca da Rimini – Maurizio Barbacini/Daniela Dessì/Fabio Armiliato/Giacinta Nicotra/Alberto Mastromarino, regia di Massimo Gasparon, 2004 Arthaus Musik/Naxos